# 玄武区
玄武区（げんぶ-く）は中華人民共和国江蘇省南京市に位置する市轄区。
広大な玄武湖、中山陵や明孝陵などを有する紫金山など、区内にさまざまな遺跡や自然を抱えている。
南京軍区機関や南京市委員会、南京市政府所在地がある。

## 教育
東南大学、南京理工大学、南京林業大学、南京農業大学、江蘇省農科院等40余りの施設がある。

## 行政区画
7街道を管轄する。
- 街道：梅園新村街道、新街口街道、玄武門街道、鎖金村街道、紅山街道、孝陵衛街道、玄武湖街道